# موسی (میکل‌آنژ)
موسی (ایتالیایی: Mosè) یک مجسمه ساخته شده از سنگ مرمر توسط هنرمند ایتالیایی و مشهور رنسانس، میکل‌آنژ بوناروتی است. این اثر هنرمند امروزه در کلیسای سان پیترو این وینکولی در شهر رم قرار دارد. مجسمه در سال ۱۵۰۵ و برای آرامگاه پاپ ژولیوس دوم ساخته شد که نشانگر موسی به همراه کتاب مقدس و دو شاخی است که بر روی سر وی قرار دارد. این شاخ‌ها، نمادی برگرفته از اشارهٔ فصل ۳۴ از کتاب سفر خروج در لاتین قدیمی می‌باشد

## نگارخانه

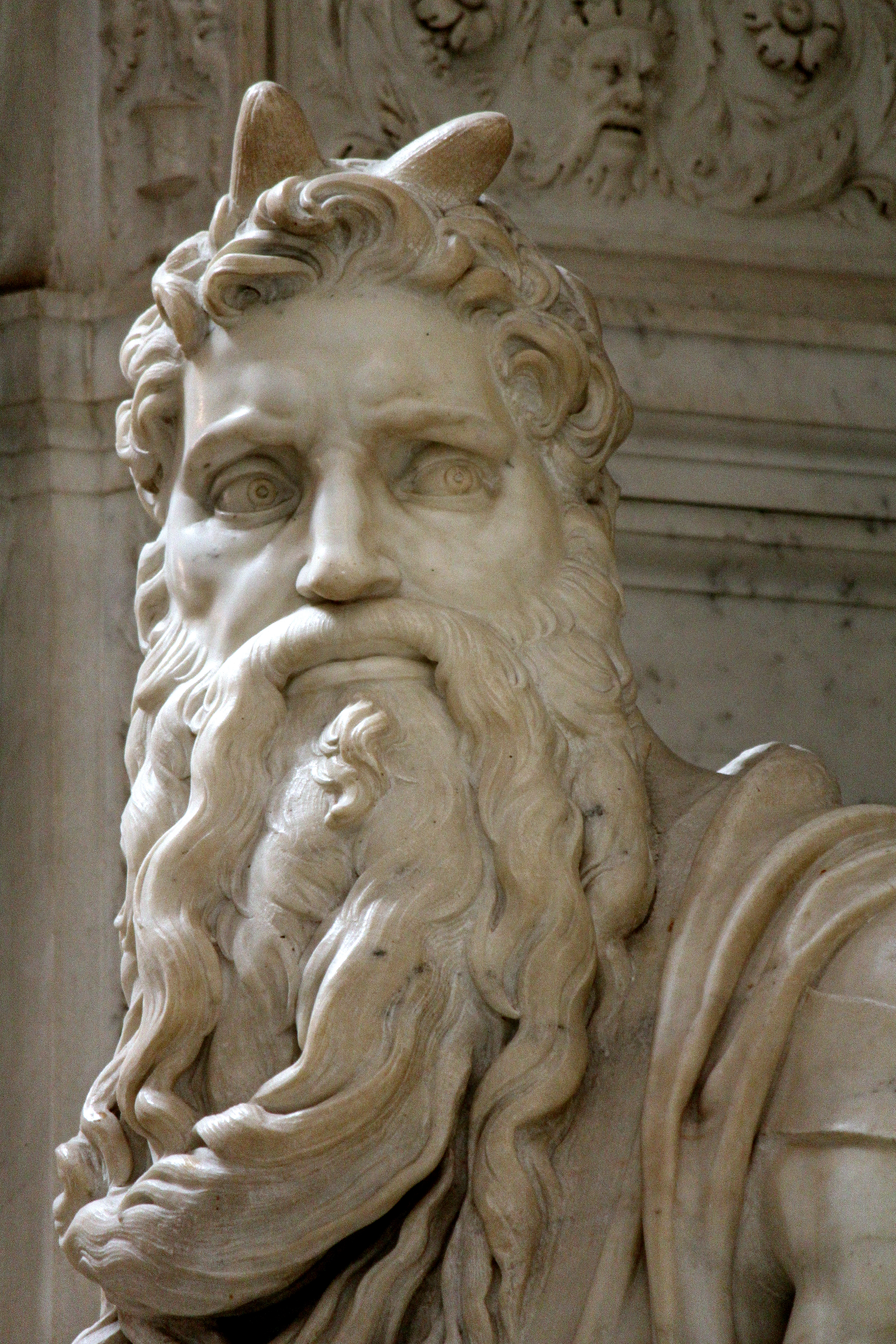
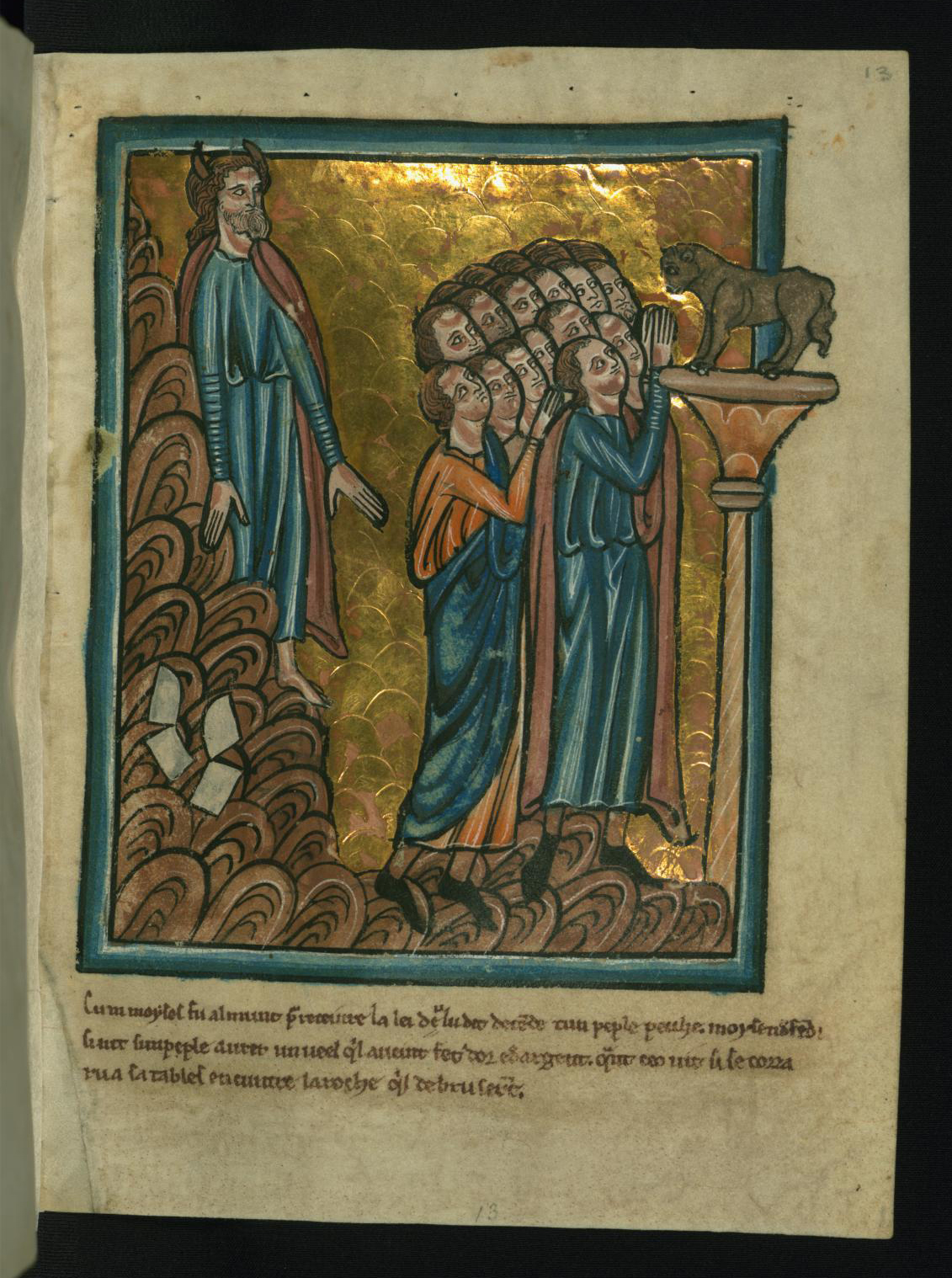
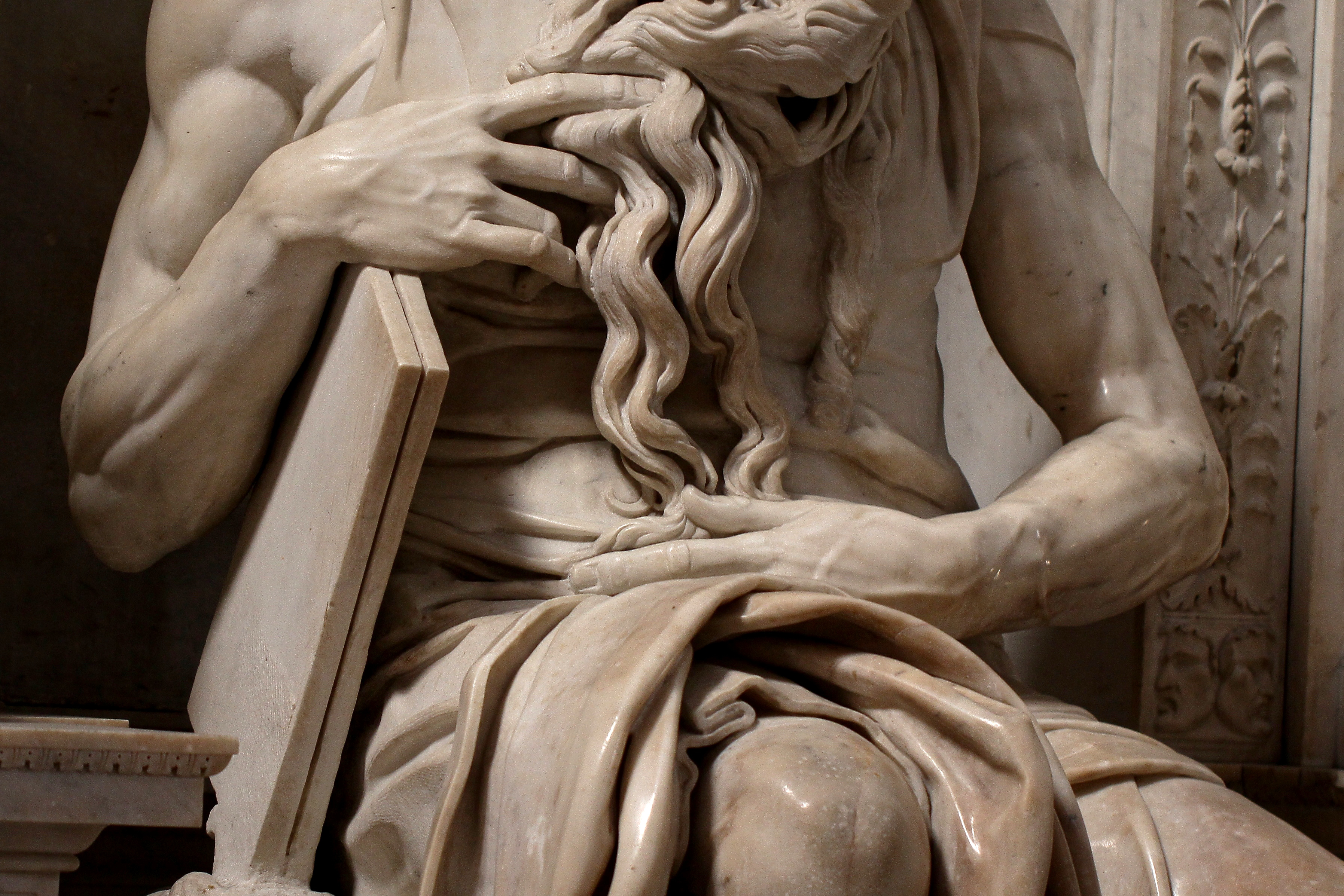
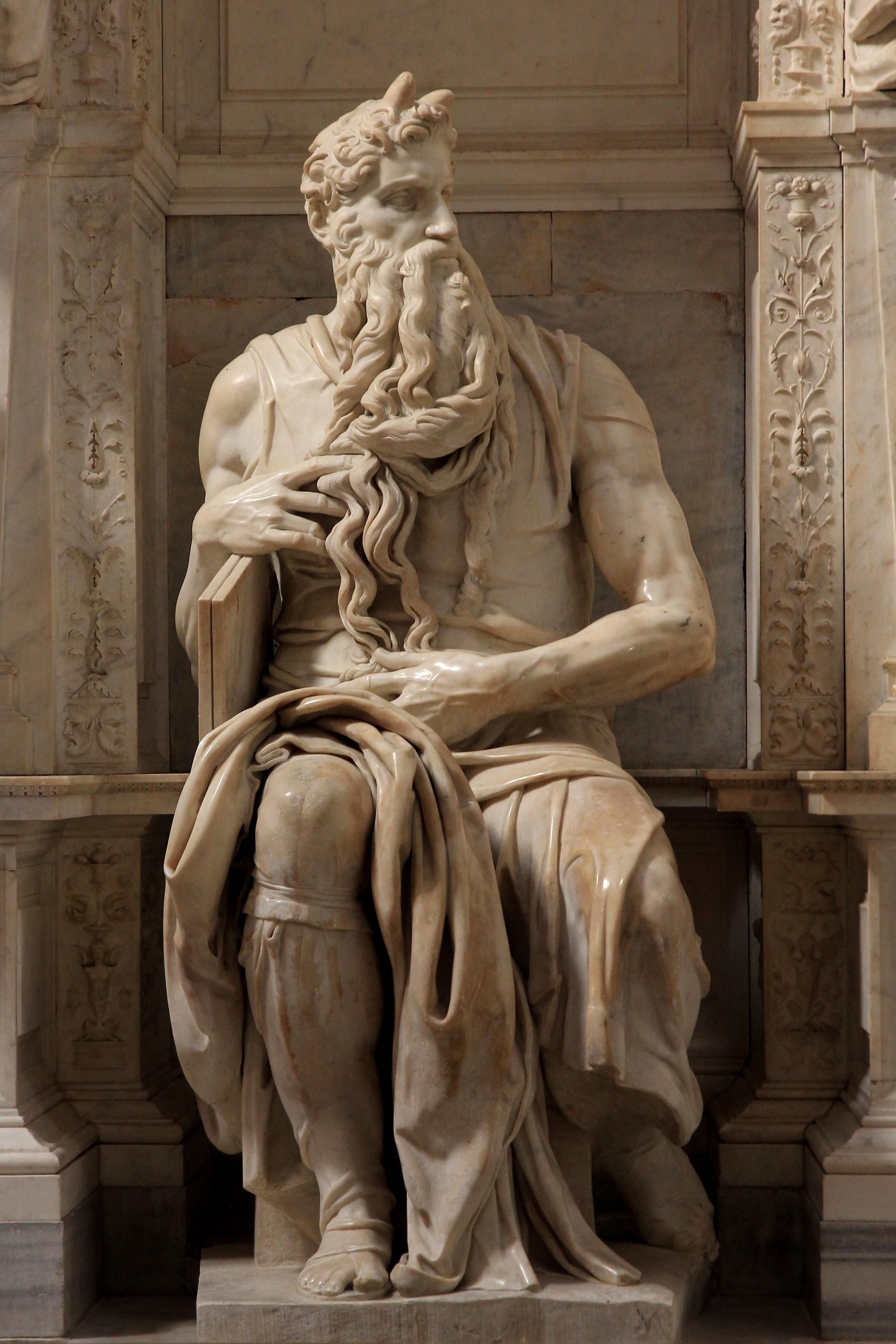